# John Monroe Van Vleck

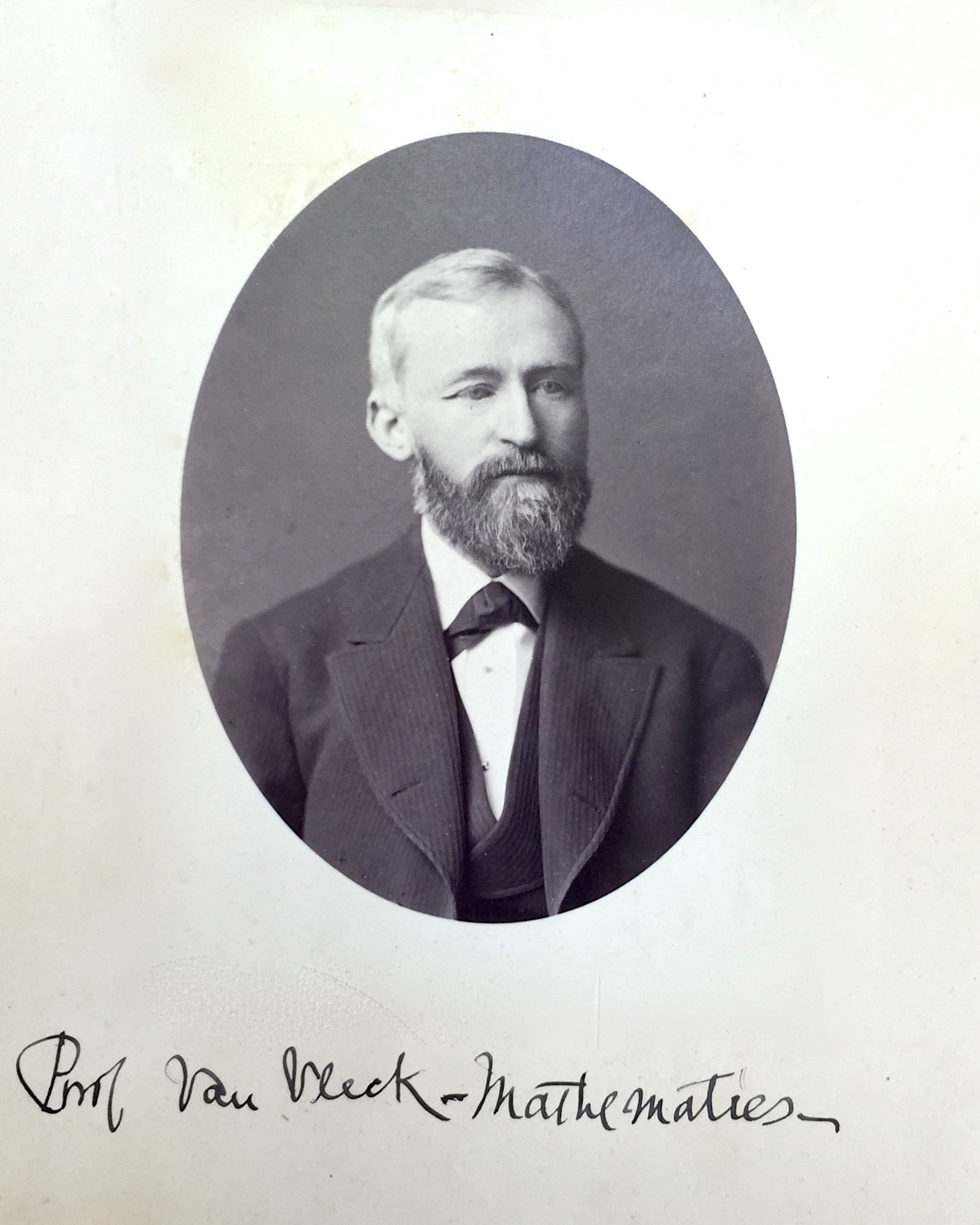
John Monroe van Vleck, 1875

John Monroe Van Vleck (* 4. März 1833 in Stone Ridge, New York; † 4. November 1912 in Middletown, Connecticut) war ein US-amerikanischer Astronom.
Van Vleck studierte an der Wesleyan University, an der er 1850 seinen Abschluss machte. Danach lehrte er an der Greenwich Academy und war 1851 bis 1853 Assistent im Nautical Almanach Office. 1853 wurde er Professor für Mathematik und ab 1858 für Mathematik und Astronomie an der Wesleyan University, an der er 1904 emeritierte und danach bis zu seinem Tod Professor Emeritus war. 1872/73 und von 1887 bis 1889 war er Acting President der Universität und von 1890 bis 1893 deren Vizepräsident. In seiner Eigenschaft als Präsident holte er auch Woodrow Wilson an die Fakultät.
1904 war er Vizepräsident der American Mathematical Society und Mitglied der deutschen Astronomischen Gesellschaft. 1876 erhielt er einen Doktorgrad (LL.D.) der Northwestern University. Er war Fellow der American Association for the Advancement of Science. 
Van Vleck lieferte Beiträge zum American Nautical Almanac und veröffentlichte Mond- und Saturn-Tabellen. 1869 nahm er an einer Sonnenfinsternisexpedition zum Mount Pleasant in Iowa teil. Er war seit 1854 mit Ellen Maria Burr verheiratet (gestorben 1899) und hatte einen Sohn, den Mathematiker Edward Burr Van Vleck, und drei Töchter. Er ist der Großvater des Nobelpreisträgers John Hasbrouck Van Vleck.
Das Van Vleck Observatorium an der Wesleyan University (sowie der Astronomie-Lehrstuhl) und ein Mondkrater sind nach ihm benannt.